# Göran Liljestrand
Göran Liljestrand (16.4.1886 – 16.1.1968) là một nhà dược lý học người Thụy Điển, nổi tiếng về việc phát hiện Cơ cấu Euler-Liljestrand (Euler-Liljestrand mechanism) ..

## Cuộc đời và Sự nghiệp
Liljestrand sinh tại Göteborg, nhưng học tiểu và trung học tại trường Norra Real ở Stockholm, sau đó vào học ở trường Đại học Stockholm từ năm 1904, rồi tiếp tục học ở Học viện Karolinska. Ông đậu bằng medicine kandidat (cử nhân Y khoa) năm 1909, bằng medicine licentiat (thạc sĩ y khoa) năm 1915, và bằng tiến sĩ y khoa năm 1917.
Cùng năm ông trở thành docent khoa sinh lý học ở Học viện này. Từ năm 1927 tới 1951, ông được bổ nhiệm làm giáo sư khoa sinh lý học và dược lý học cũng ở Học viện này.
Liljestrand được đào tạo làm nhà Sinh lý học dưới sự hướng dẫn của giáo sư Jöns Johansson, nhưng trở nên nổi tiếng chủ yếu về dược lý học do công trình phát hiện ra Cơ cấu Euler-Liljestrand nói trên (hợp tác với Ulf von Euler - người mà sau đó đã đoạt giải Nobel Sinh lý và Y khoa - và Yngve Zotterman).
Từ năm 1918 ông làm thư ký cho Ủy ban Nobel của Học viện Karolinska trong 40 năm. Năm 1938, ông được bầu vào Viện Hàn lâm Khoa học Hoàng gia Thụy Điển.